# Massimo Osti
Massimo Osti (Bologna, 17 giugno 1944 – Bologna, 6 giugno 2005) è stato un designer e stilista italiano.
Innovatore nel campo dei tessuti e delle forme, considerato il padre dello Sportswear, a cavallo degli anni ottanta, ha segnato l'industria dell'abbigliamento anche con la creazione di numerosi marchi di successo come C.P.Company e Stone Island.

## Biografia
Massimo Osti nacque come grafico pubblicitario, ma già nei primi anni '70 si affacciò nel mondo dell'abbigliamento disegnando una linea di magliette con stampe, servendosi di metodi allora usati solo per la stampa su carta, come la quadricromia e la serigrafia.
In seguito al successo di questa prima collezione di T-shirt, accettò la proposta di disegnare una collezione completa per uomo e diventare socio dell'azienda produttrice che, per volontà dello stesso Osti, venne chiamata Chester Perry, (in seguito C.P. Company) come quella in cui lavorava Bristow, il protagonista di un fumetto popolare in quegli anni pubblicato su Linus.
Con C.P. Company Osti gettò le basi della sua filosofia creativa interamente improntata sulla sperimentazione.
La sua prima idea di grande impatto fu la lavorazione del cosiddetto "tinto in capo", che rivoluzionò il settore. Questo procedimento permetteva di ottenere effetti di tono su tono molto efficaci grazie alla diversa reazione ad un unico bagno di tintura da parte dei vari materiali che compongono il capo finito.
Nel 1981 alle linee CP Company e CP Company Baby si affiancò il nuovo marchio Boneville.
La continua ricerca su finissaggi e materiali portò, nel 1982, alla nascita della nuova linea Stone Island, la cui prima collezione fu interamente realizzata con un innovativo tessuto bicolore reversibile, ispirato alla tela da camion ed altamente resistente, a cui un lavaggio stone-wash conferiva un aspetto usato. Il successo fu tale che la nuova collezione andò esaurita in soli 10 giorni dalla uscita nei negozi.
Nel 1983 Osti cedette le sue quote societarie alla Italiana Manifatture di San Benedetto del Tronto cui offrì una consulenza stagionale per il marchio Pooh jeans.
L'anno seguente le quote della CP Company acquisite dalla Italiana Manifatture vennero cedute al Gruppo Finanziario Tessile di Torino. Massimo Osti rimase Presidente dell'azienda e con la sua équipe si dedicò interamente al prodotto e alle strategie comunicative.
Nel 1985, inaugurando una tendenza che nel settore verrà poi seguita da molti, divenne editore del CP Magazine, un giornale-catalogo venduto nelle edicole in formato extra large che racchiudeva le immagini fotografiche di tutti i capi delle varie collezioni CP Company. La tiratura arrivò a superare le 50 000 copie confermando l'efficacia di quest'inusuale veicolo pubblicitario.
A partire dal 1987 l'impulso alla sperimentazione, in sinergia con importanti aziende tessili italiane, diede vita a materiali brevettati come il Rubber Flax e il Rubber Wool. Il lino e la lana assunsero un nuovo aspetto ed una nuova "mano" attraverso la spalmatura gommata, che conferiva loro una maggiore resistenza ed una nuova impermeabilità. Di quest'anno sono anche i primi esperimenti sulla smerigliatura di lane pettinate, procedimento fino ad allora mai tentato, oggi di uso comune in tutte le aziende laniere.
La Ice Jacket vide la sua nascita quello stesso anno. Avvalendosi di ricerche tecnologiche d'avanguardia Osti creò insieme all'azienda ITS Artea di San Lorenzo di Parabiago (Mi) questo nuovo tessuto in grado di cambiare colore al variare della temperatura.
Sempre nel 1987 Massimo Osti venne invitato a Berlino come rappresentante dell'Industria dell'Abbigliamento Italiano, per le celebrazioni del 750º anniversario della fondazione della città, del 150º anniversario della nascita della confezione tessile e del 15º anno della sua carriera. In occasione di questo evento venne allestita una mostra all'interno del Palazzo del Reichstag di Berlino.
Nel 1988, con la partecipazione come sponsor alle Mille Miglia, si aprì una nuova strada comunicativa dei prodotti firmati Massimo Osti. Seguì l'adesione alla Rainforest Foundation, l'iniziativa promossa dal cantante Sting e dal capo della tribù amazzonica dei Kayapó Raoni, volta alla sensibilizzazione dell'opinione pubblica mondiale al problema della deforestazione dell'Amazzonia.
Nel 1991, dopo avere inaugurato il negozio CP nello storico grattacielo Flatiron di New York, venne presentato per Stone Island un altro capo-icona, la Reflective Jacket, realizzata con un innovativo materiale nato dalla ricerca tecnologica giapponese, che ad un tessuto impermeabile associa un sottilissimo strato di microsfere di vetro, in grado di riflettere con sorprendente efficacia sorgenti luminose anche molto deboli.
Da una partnership con la ditta Allegri nacque nel 1993 il nuovo marchio Left Hand, anch'esso forte dell'uso di un materiale esclusivo, un "tessuto non tessuto", realizzato con fibre di poliestere e poliammide pressate, che come il feltro consente il "taglio vivo".
Solo l'anno seguente Osti fondò la Massimo Osti Production, azienda che intendeva offrire la sintesi delle esperienze e dei successi di 20 anni di innovazioni tecniche e formali.
Nel 1995 nacque la linea ST 95 e l'anno seguente iniziò la collaborazione con Superga per la quale Osti disegnò una serie di capi immagine.
Solo due anni più tardi, nel 1998 ebbe la luce una nuova azienda per la produzione e la distribuzione del marchio OM Project, frutto di un accordo con il Gruppo Fratini. Anche questa nuova linea d'abbigliamento venne pensata per essere realizzata con nuovi tessuti: l'Electric-j, un materiale molto resistente ottenuto dalla trama di un filo di poliestere e uno di rame; il Cool Cotton realizzato combinando cotone e Coolmax, per conferire un aspetto più naturale a una fibra cava che assorbe e trasporta all'esterno il vapore corporeo; il Mag Defender, un canvas di poliestere e carbonio a trama molto resistente in grado di proteggere dai campi magnetici e lo Steel, una tela di nylon tramata con cotone ritorto e acciaio inox, altamente resistente a tagli e strappi, concepito come una vera e propria "armatura metropolitana".
Nel 1999 Massimo Osti strinse una collaborazione con la Dockers Europe per la progettazione di una nuova linea di pantaloni ad alto contenuto tecnico chiamata Equipment for Legs. All'interno della collezione, studiata sulla base di tessuti dal forte contenuto tecnico, spiccavano una serie di capi realizzati con il Kevlar, rielaborato per divenire più morbido e funzionale al suo utilizzo nel campo dell'abbigliamento.
Tra gli ultimi lavori dello stilista ci fu la linea ICD, nata nel 2000 da una collaborazione con Levi's, che presentava una vasta gamma di giubbotti dalle performance altamente tecniche. Ad ICD si aggiunse poi la linea ICD+ frutto di un ulteriore accordo con la Philips, che inserì all'interno dei capi spalla un telefono cellulare ed un lettore musicale MP3 internamente collegati, dotati di auricolare e microfono.
L'eredità dei suoi intensi 30 anni di lavoro sopravvive oggi in un archivio tessile, il Massimo Osti Archive sito a Bologna, composto da più di 50.000 campioni di tessuti, provenienti da circa 300 fornitori tessili e laboratori di finissaggi internazionali, e da 5.000 capi di abbigliamento.
Morì nel 2005 per un tumore. Aveva tre figli, due nati dal matrimonio con Daniela Facchinato e una femmina nata dalla relazione con Isabella Ferrari.

## Archivio
L'archivio di Massimo Osti è conservato attualmente presso la sede del Massimo Osti Studio. La documentazione conservata e suddivisa in sezioni rispecchia l'attività dello stilista, dallo studio e progettazione delle collezioni, con "prove di colore" sui tessuti, fino alla produzione dei capi d'abbigliamento.

## Cronologia delle principali invenzioni tessili
- 1970: Quadricromie su tessuto
- 1979: Il tinto in capo
- 1987: Lana smerigliata
- 1987: Rubber Flax e Rubber Wool
- 1991: Ice Jacket
- 1992: Micro
- 1993: Termojoint
- 1995: Tecnowool